# Recilia alcanor
Recilia alcanor är en insektsart som beskrevs av Rauno E. Linnavuori 1969. Recilia alcanor ingår i släktet Recilia och familjen dvärgstritar. Inga underarter finns listade i Catalogue of Life.